# Perilissus discolor
Perilissus discolor är en stekelart som först beskrevs av Cresson 1864.  Perilissus discolor ingår i släktet Perilissus och familjen brokparasitsteklar. Inga underarter finns listade i Catalogue of Life.